# Большая овсянка-инка
Большая овсянка-инка (лат. Incaspiza pulchra) — вид воробьиных птиц из семейства танагровых (Thraupidae). Подвидов не выделяют.

## Распространение
Эндемики Перу. Обитают в высокогорных кустарниках на западных склонах Анд.

## Описание
Длина тела составляет 16,5 см, вес 25,5—32 г. Довольно длиннохвостые птицы с заостренным тонким клювом. Голова серая, но корона и задняя часть шеи более коричневого оттенка.
В основном коричневая сверху и серая снизу с серыми и рыжеватыми крыльями, чёрным подбородком, коричневой короной и желтоватым клювом и ногами. Хвост чёрный с белыми наружными перьями.

## Биология
Питаются плодами кактусов рода Melocactus. Миграций не совершают.

## Охранный статус
МСОП присвоил таксону охранный статус «Виды, вызывающие наименьшие опасения» (LC).